# Marathon van Eindhoven 2006
De marathon van Eindhoven 2006 vond plaats op zondag 8 oktober 2006. Het was de 21e editie van deze marathon. In totaal finishten er 866 marathonlopers.
De wedstrijd bij de mannen werd gewonnen door de Keniaan Philip Singoei. Hij won de wedstrijd in 2:08.18 en verbeterde hiermee tevens het parcoursrecord. Agnes Hijman won de wedstrijd bij de vrouwen in 2:54.36 en was tevens de enige dame die het parcours in drie uur voltooide.

## Uitslagen

### Mannen
| rang   | naam                | land | tijd    |
| ------ | ------------------- | ---- | ------- |
| Goud   | Philip Singoei      | KEN  | 2:08.18 |
| Zilver | Samson Barmao       | KEN  | 2:09.28 |
| Brons  | Luke Kibet          | KEN  | 2:10.06 |
| 4      | Yussuf Songoka      | KEN  | 2:11.37 |
| 5      | John Kirui          | KEN  | 2:11.49 |
| 6      | Sammy Chumba        | KEN  | 2:12.58 |
| 7      | Tesfaye Tola        | ETH  | 2:13.12 |
| 8      | Joël Rono           | KEN  | 2:15.07 |
| 9      | Thomas Migwi        | KEN  | 2:15.33 |
| 10     | Sammy Rono          | KEN  | 2:15.37 |
| 11     | David Mutai         | KEN  | 2:15.49 |
| 12     | Joshua Chelanga     | KEN  | 2:18.08 |
| 13     | Benjamin Kipkosgei  | KEN  | 2:18.10 |
| 14     | John Kelai          | KEN  | 2:18.37 |
| 15     | Benjamin Kipngetich | KEN  | 2:18.56 |
| 16     | Jeroen van Damme    | NED  | 2:19.44 |
| 17     | Eric Gerome         | BEL  | 2:20.07 |
| 18     | Guy Fays            | BEL  | 2:21.17 |
| 19     | Peter Lomuria       | KEN  | 2:21.32 |
| 20     | John Itati          | KEN  | 2:21.40 |

### Vrouwen
| rang   | naam            | land | tijd    |
| ------ | --------------- | ---- | ------- |
| Goud   | Agnes Hijman    | NED  | 2:54.36 |
| Zilver | Armande Petit   | BEL  | 3:00.05 |
| Brons  | Helmie Ramakers | NED  | 3:02.06 |
| 4      | Birgit Krämer   | NED  | 3:04.37 |

1959 ·
1960 ·
1982 ·
1984 ·
1986 ·
1988 ·
1990 ·
1991 ·
1992 ·
1993 ·
1994 ·
1995 ·
1996 ·
1997 ·
1998 ·
1999 ·
2000 ·
2001 ·
2002 ·
2003 ·
2004 ·
2005 ·
2006 ·
2007 ·
2008 ·
2009 ·
2010 ·
2011 ·
2012 ·
2013 ·
2014 ·
2015 ·
2016 ·
2017 ·
2018 ·
2019 ·
2020 ·
2021 ·
2022 ·
2023 ·
2024 ·
2025